# Сражение при Концер Брюкке
Сражение при Концер Брюкке — сражение, состоявшееся 11 августа 1675 года в рамках Голландской войны, в котором союзная имперская армия нанесла поражение французским войскам под командованием Франсуа де Креки.

## Предыстория
В 1675 году имперский командующий Раймунд Монтекукколи и французский маршал Тюренн маневрировали между Филипсбургом и Страсбургом, изматывая друг друга. Наконец Тюренну удалось поставить имперские войска в невыгодное положение близ Засбаха, однако в этом сражении сам Тюренн погиб.
Растерявшиеся после гибели командира французы растеряли своё преимущество, и Монтекукколи начал преследование противника, вынудив французов отступить на левый берег Рейна.
В это же время имперские силы под командованием Карла IV, герцога Лотарингии, осаждали Трир, который был занят Тюренном осенью 1673 года.

## Битва
Франсуа де Креки отправил армию из 15 000 солдат с 11 орудиями для спасения города. На мосту через реку Саар в районе Конца они были остановлены имперскими войсками.
Карл IV отправил навстречу неприятелю отряд под командованием Отто ди Грана, который стремительно занял высоты, известные ныне как высоты Грана. Другой отряд пересек мост у Конца, а третий — пересек реку по понтонному мосту. Имперцы напали на французский лагерь, битва продолжалась три часа. В нужный момент маркиз ди Грана ударил в правый фланг французов, и французы бежали с поля боя, оставив позади все свои орудия и обоз. Немцы преследовали французов более 50 км.
Креки пробился в Трир, чтобы принять на себя командование, но был вынужден сдаться 9 сентября.
На поле боя в 1892 году был возведён памятник солдатам Грана, однако в соответствии с приказом Вильгельма II, официально он прославляет не маркиза ди Грана, а объединённую Германию.